# Cethosia exsanguis
Cethosia exsanguis är en fjärilsart som beskrevs av Hans Fruhstorfer 1897. Cethosia exsanguis ingår i släktet Cethosia och familjen praktfjärilar. Inga underarter finns listade i Catalogue of Life.